# Talgo 350

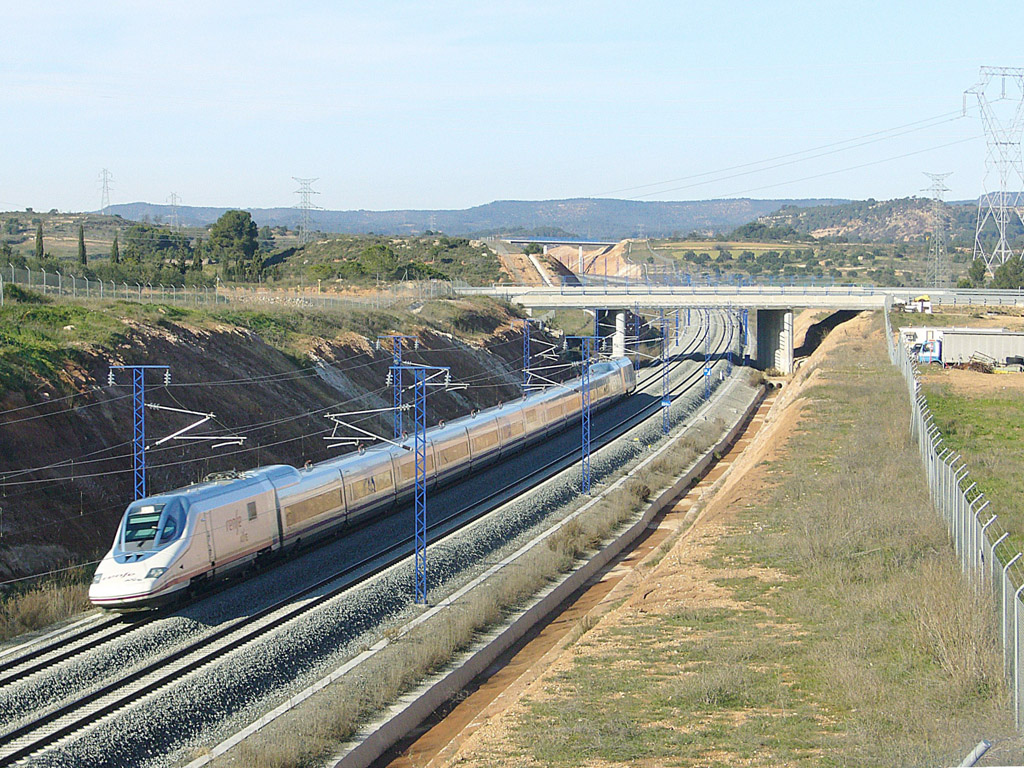
Talgo 350 "Pato" / AVE S-102

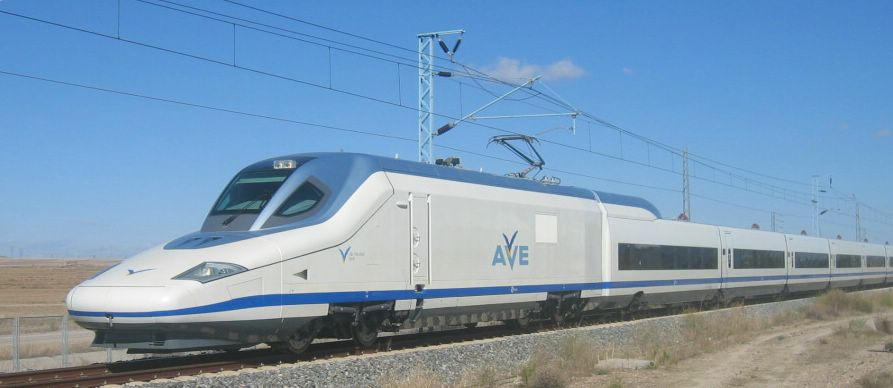
Detail přední části soupravy

Talgo 350 („Pato“ – kachna) je typ vysokorychlostní vlakové soupravy (označované provozovatelem RENFE jako AVE S-102) vyráběný společnostmi Talgo S.A. a Bombardier Transportation. Vyráběn je od roku 1998.

## Technické údaje
- Max provozní rychlost: 350 km/h
- Výkon: 2x4000 kW
- Délka soupravy: 200 m
- Rozchod: 1435 mm[1]
- Počet souprav: 16 (+ 30 typu AVE S-112 objednaných roku 2004 s dodávkami v termínech 08/2008-12/2010)